# Haliotis tuberculata
Haliotis tuberculata Linnaeus, 1758, comunemente conosciuto come orecchio di San Pietro  o orecchio di mare, è un mollusco gasteropode della famiglia Haliotidae, unica specie di questa famiglia presente nel Mar Mediterraneo.

## Descrizione
Ha un paio di branchie, due atrii, due organi escretori. Ha una radula di tipo ripidoglosso.  Il piede del mollusco è verde, largo e con abbondanti tentacoli.
La conchiglia si presenta di forma ovale, tale da ricordare il contorno di un orecchio. La spira è particolarmente bassa, l’apertura allargata e oblunga, inclinata rispetto all’asse. Esternamente la conchiglia presenta una serie di fori detti tremata, di cui l’ultimo collocato sul margine esterno della conchiglia per ospitare il sifone. I fori sono più numerosi se l’esemplare è vecchio. L'esterno, bruno-rossastro, è rugoso e costolato Per la presenza di bassi tubercoli a lamelle. L'interno si presenta invece madreperlaceo. Fino a 10 centimetri, di solito sui 5.

## Biologia

### Alimentazione
Si nutre principalmente di alghe, che vengono grattate tramite la radula. Specie attiva tipicamente di notte, in quanto sciafila.

### Riproduzione
La riproduzione avviene all'inizio del periodo estivo.

## Distribuzione e habitat
È diffuso in tutto il Mar Mediterraneo, soprattutto nell'infralitorale roccioso ricoperto da alghe, fino a 15 metri di profondità.

## Tassonomia
La grande variabilità di questo mollusco portò in passato ad individuarne varie sottospecie che oggi sono considerate delle rappresentazioni alternative di Haliotis tuberculata. Fra queste le più conosciute sono:
- Haliotis tuberculata coccinea Reeve, 1846  ;
- Haliotis tuberculata fernandesi Owen & Afonso, 2012 ;
- Haliotis tuberculata lamellosa Lamarck, 1822 ;
- Haliotis tuberculata tuberculata Linnaeus, 1758 .